# Exelon
Exelon Corporation är ett amerikanskt förvaltningsbolag inom energi och som äger elproducenterna Atlantic City Electric (New Jersey); Baltimore Gas and Electric (Maryland); Commonwealth Edison (Illinois); Delmarva Power & Light (Delaware och Maryland); Potomac Electric Power (District of Columbia och Maryland) samt Pepco Holdings. Dessa förser minst 9,2 miljoner kunder med elektriciet och naturgas.

## Historik
Företaget grundades den 20 oktober 2000 när Philadelphia-baserade Peco Energy Company och Chicago-baserade Unicom Corporation blev fusionerade med varandra. Den 12 mars 2012 köpte Exelon kärnkraftsbolaget Constellation Energy för 7,9 miljarder amerikanska dollar. Det varade dock bara ett decennium innan Exelon knoppade av Constellation till att vara ett eget och självständigt företag igen. Året innan hade Exelon köpt tillbaka 49,99% av Constellations kärnkraftsdel från franska Électricité de France (EDF) för 885 miljoner dollar. EDF hade 2008 förvärvat aktieandelen för 4,5 miljarder dollar.